# هوهنبوکا
هوهنبوکا (به آلمانی: Hohenbocka) یک شهر در آلمان است که در اوبرشپریوالد-لاوزیتس واقع شده‌است. هوهنبوکا ۱٬۱۶۱ نفر جمعیت دارد.